# 知州
知州指的是中国宋、明、清等朝州的行政长官，雅稱為州牧、郡守、太守、郡尹、刺史等。越南後黎朝、阮朝及朝鮮王朝亦有相同職務。
遼朝沿用唐朝制度，州的長官稱刺史；金朝的州按等級設置不同長官，有刺史、防禦使等名目，參見金朝行政區劃；元朝稱州尹，其上有長官達魯花赤。

## 宋朝
宋太祖为了削弱节度使的权力，防止唐朝、五代时期軍閥割据的局面重演，规定诸州刺史得直接向朝廷奏报和接受诏令，节度使不得干预除所驻州之外（所谓支郡）的政务。后来，朝廷逐步派遣京朝官（文臣）接替刺史管理州务，全称知某州州军事，俗称知州事、知州、某州、郡守、太守、守臣、使君、两千石、刺史。“知”就是管理的意思；“州军事”的“州”代表民政，“军”代表军政。由此，刺史非奉特别诏令，不得过问所任州的州务，演化为武臣的迁转之阶，属于正任官之一。
同时，节度使也很快演化成一种地位崇高的官階，成为武臣的最高階官，不再有实际权力与职掌；皇帝会给知州特殊的优待，以表示荣宠。范必大出任知州事，宋高宗亲自斟酒，均系例外施恩。州也就由隶属藩镇变为隶属以转运使为长官的路，以及以留守、知某某府事、尹为长官的府。

## 元朝
元朝沿用宋朝制度，州的长官正式称为知州，但是路、府、州均置达鲁花赤，专由蒙古人、色目人充，地位在知州上。

## 明
明以知州为一州之长，辖數县，從五品；直隶州與府同級，受省（承宣布政使司）管轄，兩者之下管轄縣，但明代的府也會管「散州」（此為延續元制），而明代散州底下仍可轄縣。所以明代的地方行政制度究竟是「三級制」還是「四級制」尚有爭議。

## 清
清有直隶州、散州之别，前者直隶于省，可以辖县，后者隶属于府、道，不辖县，长官均称知州。

## 民国成立以后
民国废府级政区，直隶州与府大致相同，一并废止。1928年以后，在地位比较重要的城镇设市，很多府、直隶州治所及一些散州改设市。1949年中华人民共和国建立以后，事实上恢复了府级政区，地区、专区或地级市下辖的县级市，大致相当于明清时的散州。

## 越南
越南后黎朝黎圣宗重划版图后，在山地少数民族聚居的地方设州，行政长官为知州，品阶稍逊于知县，多由当地土目担任。1948年，越南民主共和国将州改设为县。